# ديفيد غونارسون
ديفيد غونارسون هو لاعب هوكي الجليد سويدي، ولد في 20 فبراير 1994 في السويد.

## وصلات خارجية
- ديفيد غونارسون على موقع EliteProspects.com (الإنجليزية)
- ديفيد غونارسون على موقع HockeyDB.com (الإنجليزية)